# Problema de la suerte moral
El problema de la suerte moral es el problema ético que surge de que en muchos casos, parece correcto evaluar moralmente a un agente pese a que una parte importante de aquello por lo cual es evaluado depende de factores fuera de su control. Tales situaciones se llaman de suerte moral, y entran en conflicto con un principio moral intuitivo, llamado el principio de control, según el cual un agente sólo es moralmente evaluable en la medida en que aquello por lo cual es evaluado depende de factores bajo su control.
Las propuestas de solución al problema pueden ser divididas en tres grandes grupos: aquellas que pese a las apariencias niegan que exista la suerte moral; aquellas que aceptan la existencia de la suerte moral, y prefieren negar o restringir el alcance del principio de control; y aquellas que argumentan que es simplemente incoherente aceptar o negar la existencia de algunos tipos de suerte moral, de modo que el problema nunca llega a aparecer.
El problema tuvo su formulación clásica en los trabajos de Thomas Nagel (1979) y Bernard Williams (1981).